# 西鐵渡瀨站
西鐵渡瀨站（日语：／ Nishitetsu-Wataze eki */?）是位於福岡縣大牟田市大字倉永，西日本鐵道（西鐵）的天神大牟田線車站。車站編號為T45。

## 歷史
- 1938年（昭和13年）10月1日 - 渡瀨站啟用。
- 1942年（昭和17年）9月22日 - 車站改名為西鐵渡瀨站。
- 1966年（昭和41年） - 翻新車站大樓。
- 2008年（平成20年）5月18日 - 此站開始可以使用IC卡nimoca。
- 2014年（平成26年）3月22日 - 變更車站櫃臺營業時間（在此日前，當值時間為首班車至尾班車）。
- 2017年（平成29年）2月1日 - 此站引入車站編號[1]。
- 2021年（令和3年）4月1日 - 隨著引入中央控制行車，整日成為無人車站[2][3]。

## 車站構造
車站是一座地面車站，設有2面4線的島式月台。此站是西鐵特急、急行通過車站中，唯一設有2面4線月台構造。在2021年（令和3年）4月1日前，此站是業務委託車站，委托了西鐵車站服務負責車站業務，當時日間部分時段沒有職員當值。在早上繁忙時間，特急或急行會在此站追越普通列車。在福岡一方設有渡線（1號月台可用作折返之用），曾經此站設有折返列車班次。

### 月台
| 月台 | 路線          | 上下行 | 方向                           |
| ---- | ------------- | ------ | ------------------------------ |
| 1、2 | ■天神大牟田線 | 下行   | 大牟田方向                     |
| 3、4 | ■天神大牟田線 | 上行   | 久留米、福岡（天神）、甘木方向 |

## 使用狀況
在2019年度，1日平均上下車人次為347人。
以下為各年度1日平均使用人次列表：
| 年度               | 1日平均 乘車人次 | 1日平均 上下車人次 |
| ------------------ | ---------------- | ------------------ |
| 2001年（平成13年） | 271              | 526                |
| 2002年（平成14年） | 252              | 496                |
| 2003年（平成15年） | 246              | 484                |
| 2004年（平成16年） | 230              | 458                |
| 2005年（平成17年） | 225              | 452                |
| 2006年（平成18年） | 219              | 436                |
| 2007年（平成19年） | 225              | 438                |
| 2008年（平成20年） | 221              | 430                |
| 2009年（平成21年） | 211              | 412                |
| 2010年（平成22年） | 203              | 398                |
| 2011年（平成23年） | 202              | 400                |
| 2012年（平成24年） | 195              | 383                |
| 2013年（平成25年） | 192              | 380                |
| 2014年（平成26年） | 173              | 378                |
| 2015年（平成27年） | 167              | 354                |
| 2016年（平成28年） | 167              | 356                |
| 2017年（平成29年） | 159              | 345                |
| 2018年（平成30年） |                  |                    |
| 2019年（令和元年） |                  | 347                |

## 車站周邊
- 市場山下簡易郵局
- 國道208號（日语：国道208号）
- GooDay（日语：グッデイ (ホームセンター)）倉永店
- 倉永生活循環巴士 西鐵渡瀨站前巴士站

JR鹿兒島本線渡瀨站比較接近北邊的開站，不接近此站。

## 相鄰車站
西日本鐵道
■天神大牟田線
■特急、■急行
通過
■普通
開（T44）－西鐵渡瀨（T45）－倉永（T46）

## 注腳
1. ↑   (PDF). 西日本鐵道. 2017-01-24  [2017年3月20日]. （原始内容存档 (PDF)于2020-07-28） （日语）.
2. ↑   (PDF) (新闻稿). 西日本鉄道広報部. 2021-03-19  [2021-03-19]. （原始内容存档 (PDF)于2021-03-19） （日语）.
3. ↑   (PDF) (新闻稿). 西日本鉄道広報部. 2020-08-28  [2020-08-28]. （原始内容存档 (PDF)于2020-08-28） （日语）.
4. 1 2  . 西日本鉄道株式会社.   [2021-01-14]. （原始内容存档于2021-01-29） （日语）.
5. ↑  大牟田市統計年鑑 （運輸および通信） - 大牟田市公式ホームページ／統計 （页面存档备份，存于）（日語）

## 外部連結
- 西鐵渡瀨站（西鐵沿線web） （页面存档备份，存于）（日語）